# Garaeus admirabilis
Garaeus admirabilis är en fjärilsart som beskrevs av Felix Bryk 1942. Garaeus admirabilis ingår i släktet Garaeus och familjen mätare. Inga underarter finns listade i Catalogue of Life.